# Bundesgleichstellungsgesetz
Das Bundesgleichstellungsgesetz (BGleiG) ist ein deutsches Bundesgesetz, durch das die Gleichstellung von Frauen und Männern in den Dienststellen und Unternehmen des Bundes verwirklicht werden soll. Das Gesetz soll zudem bestehende Benachteiligungen auf Grund des Geschlechts, insbesondere Benachteiligungen von Frauen, beseitigen und künftige Benachteiligungen verhindern sowie die Familienfreundlichkeit sowie die Vereinbarkeit von Familie, Pflege und Berufstätigkeit für Frauen und Männer verbessern. Die Dienststellen und Unternehmen des Bundes werden durch das Gesetz verpflichtet, Gleichstellungsbeauftragte zu bestellen und Gleichstellungspläne aufzustellen. Das Gesetz trat 2015 in Kraft und löste das Gleichstellungsdurchsetzungsgesetz (DGleiG) ab, das am 30. November 2001 in Kraft trat. Vorläufer war das Frauenfördergesetz von 24. Juni 1994.
Das Gesetz gilt ausschließlich für die Bundesverwaltung und für die Unternehmen und Gerichte des Bundes, nicht für die Privatwirtschaft. Die Länder haben für ihre Verwaltungsbehörden und Gerichte eigene Landesgleichstellungsgesetze erlassen.
Das BGleiG wurde im Jahre 2015 novelliert. Am 25. Juni 2021 passierten die jüngsten Änderungen durch das sogenannte „Zweite Führungspositionen-Gesetz“ (FüPoG II) den Bundesrat.